# Агум III
Агум III (д/н — бл. 1440 до н. е.) — цар Вавилону близько 1465—1440 до н. е. Підкорив о.Бахрейн.

## Життєпис
Походив з Каситської (III Вавилонська) династії. Син царя Каштіліаша III. Посів трон близько 1465 рокудо н. е. після смерті стрийка Улам-Буріаша. Того ж року на півдні — в колишній Країні Моря спалахнуло повстання. Його було доволі швидко й жорстко придушено. При цьому розграбовано місто Дур-Енліль та зруйновано храм головного божества Егалгашешна (Еа, Еї).
На 3 або 4 рік правління Агум III здійснив похід на острів Бахрейн. Тут в Калат-аль-Бахрейн було знайдено 50 табличок з написом Агума III. Це городище асоціюють з Дільмуном, через який відбувалася торгівля з південною Аравією та Індією. таким чином вавилонський володар встановивконтроль над важливим торгівельним шляхом. Ймовірно також було підкорено землі сучасного Кувейта. Поширення влади царя на південь Аравійського півострова достеменно невідомо (на думку деяких дослідників сягала півострову Катар).
Помер десь до 1440 року до н. е. Йому спадкував син Караіндаш I.